# Куслій Олег Григорович
Оле́г Григо́рович Куслій (1 серпня 1978, м. Борзна, Чернігівська область — 18 лютого 2015, м. Дебальцеве, Донецька область) — сержант Збройних сил України, учасник російсько-української війни.

## Життєвий шлях
Закінчив борзнянську школу ім. Христини Алчевської, після школи працював будівельником у «Райагробуді». Протягом 1996—1997 років проходив строкову службу в лавах Збройних Сил України на посадах оператора-навідника та командира танка. Після служби займався підприємницькою діяльністю, згодом працював охоронцем у Гостомелі.
У вересні 2014-го мобілізований; командир відділення 2-ї мотопіхотної роти, 13-й окремий мотопіхотний батальйон «Чернігів-1».
Загинув 18 лютого 2015-го уночі під Дебальцевим у районі блокпоста «Хрест», побратими розказували, що під ногами Олега розірвалася міна, і він помер від великої крововтрати.
Тіло ідентифікували в Дніпропетровську.
12 березня 2015-го похований у Борзні.
Без Олега лишилися вагітна на той час дружина та 8-річний син, друга дитина прийшла на світ вже після смерті батька.

## Нагороди та вшанування
- Указом Президента України № 103/2016 від 21 березня 2016 року — орденом «За мужність» III ступеня (посмертно)[1]
- У вересні 2015-го в пам'ять про Олега Куслія на будівлі Борзнянської ЗОШ імені Христини Алчевської встановлено меморіальну дошку[2].
- 29 квітня 2016 року започатковано турнір зі стрільби з пневматичної зброї пам'яті Олега Куслія[3].